# Theo de Jong (Musiker)
Theo de Jong (* 24. April 1957 in Utrecht) ist ein niederländischer Fusion- und Jazzmusiker (E-Bass).

## Leben und Wirken
De Jong begann als Kind zweier Musiker bereits in sehr jungen Jahren Ukulele, Gitarre, Klavier und andere Musikinstrumente auszuprobieren. Mit elf Jahren begann er mit dem Spiel der Bassgitarre. Sein Interesse galt zunächst der Popmusik; er wurde Mitglied in verschiedenen Popgruppen. Mit 15 Jahren begann er, den örtlichen Jazzclub zu besuchen und lernte auf Jamsessions Jazzstandards kennen. Noch in der Schule machte er erste Aufnahmen als Studiomusiker, hauptsächlich Werbung und Filmmusik.
Ab dem Alter von 19 Jahren begann er mit Gruppen wie Kayak und Ekseption sowie mit Ton Scherpenzeel, Kaz Lux, Floor van Zutphen, Wim Overgaauw, Chris Hinze, Jan Spaans und vielen anderen zu spielen. Mit 23 Jahren gehörte er (mit Schlagzeuger Bruno Castellucci) zum Trio des Pianisten Rob Franken, mit dem er mit Musikern wie Toots Thielemans, Dizzy Gillespie, Bob Malach, Victor Feldman, Philip Catherine, Marjory Barnes, Dee Daniels, Ed Thigpen, Tony Scott und Michel Herr auftrat. Er spielte auch mit Flora Purim und Airto Moreira, Paquito D’Rivera und mit Peter Herbolzheimers Rhythm & Brass.
Ab 1983 beschäftigte sich de Jong fast ausschließlich mit der Latinband Batida mit dem Perkussionisten Nippy Noya. Nach vielen Konzerten und einem Album mit dieser Band entschied er sich, für eine Weile die Bühne zu verlassen und begann 1985, an den Konservatorien von Hilversum und Utrecht zu unterrichten.
Seit 1992 arbeitete er wieder mehr als freiberuflicher Musiker und trat mit Dee Dee Bridgewater, Maurane, Eef Albers, Humphrey Campbell, Frits Landesbergen, Gino Vannelli, Dado Moroni oder Fay Claassen auf. De Jong ist zudem Mitglied von 3HandsClapping (mit Peter Tiehuis und Bart Fermie), dem Peter Hertmans Quartet, dem Trio seiner Frau Anne Wolf und dem Projekt Catharsis um Ivan Paduart und Quentin Dujardin. Er ist auch auf Alben von Herman van Veen und Ack van Rooyen zu hören.